# Gropile comune de la Izium
La 15 septembrie 2022, mai multe gropi comune, inclusiv un sit care conținea cel puțin 440 de cadavre, au fost descoperite în pădurile din apropierea orașului ucrainean Izium, după ce acesta a fost recucerit de forțele ucrainene în timpul invaziei rusești în Ucraina. Gropile conțineau cadavre ale unor persoane care au fost ucise de forțele ruse. Guvernul ucrainean estimează că peste 1.000 de persoane au fost ucise în timpul bătăliei pentru Izium și al ocupației ruse.
Potrivit anchetatorilor ucraineni, 447 de cadavre au fost descoperite într-unul dintre situri, dintre care 414 erau cadavre de civili (215 bărbați, 194 de femei și 5 copii) și 22 erau soldați. Majoritatea morților prezentau semne de moarte violentă, iar 30 dintre aceștia aveau urme de tortură și execuție sumară, inclusiv frânghii în jurul gâtului, mâini legate, membre rupte și mutilări genitale. Alții ar fi putut muri în urma bombardamentelor sau din cauza lipsei accesului la asistență medicală.
La 26 septembrie, președintele ucrainean Volodîmîr Zelenski a anunțat că au fost descoperite încă două gropi comune „cu sute de oameni”.

## Context
După începerea invaziei ruse în Ucraina, la 24 februarie 2022, bătălia pentru controlul orașului Izium a început în martie 2022, datorită importanței strategice a orașului ca nod de transport. Armata rusă urmărea să captureze Izium pentru a permite forțelor sale din regiunea Harkov să facă legătura cu trupele din Donbas. La 1 aprilie, armata ucraineană a confirmat că Izium se afla sub control rusesc.
După lansarea contraofensivei din Herson la sfârșitul lunii august, forțele ucrainene au început o altă contraofensivă în regiunea Harkov, în nord-estul țării, la începutul lunii septembrie. În urma unei avansări rapide în spatele liniilor rusești, Ucraina a recucerit mai multe sute de kilometri pătrați de teritoriu până la 9 septembrie. La 10 septembrie 2022, forțele ucrainene au recucerit Izium în timpul contraofensivei din regiunea Harkov.

## Rapoarte

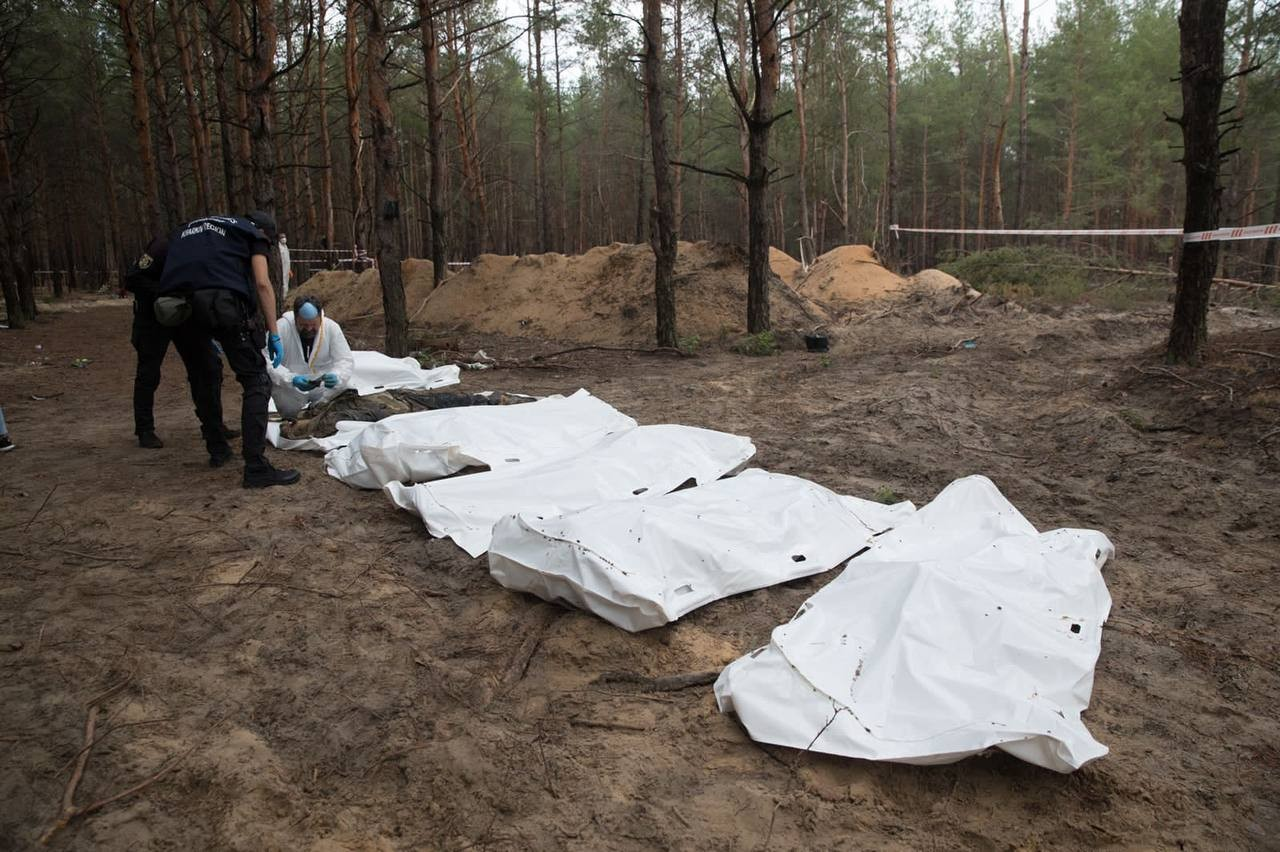
Cimitirul din Izium realizat în timpul ocupației rusești

La 15 septembrie 2022, după ce forțele ruse au fost alungate din oraș în timpul contraofensivei ucrainene din Harkov, un număr mare de morminte, în mare parte nemarcate, au fost descoperite în pădurile din apropierea orașului Izium. Printre copaci se aflau sute de morminte cu cruci simple de lemn, majoritatea marcate doar cu numere, în timp ce unul dintre mormintele mai mari avea un indicator care arăta că acolo se aflau rămășițele a cel puțin 17 soldați ucraineni. Până la 16 septembrie, anchetatorii descoperiseră peste 445 de morminte, atât ale civililor, cât și ale soldaților. Unele dintre acestea au fost identificate și localizate cu ajutorul Tamarei Volodîmîrivna (în ucraineană Тамара Володимирівна), directoarea casei funerare locale. Ea fusese instruită de forțele de ocupație să marcheze mormintele doar cu numere și să noteze într-un jurnal atât numărul, cât și numele persoanelor îngropate.
Pompierii locali au fost chemați să ajute la recuperarea rămășițelor umane. Unul dintre ei a declarat că, după ce dezgropau cadavrele, păstrau un moment de reculegere înainte ca rămășițele să fie cercetate rapid pentru identificarea caracteristicilor sau obiectelor personale. Ulterior, acestea erau puse într-un sac și transportate la morgă pentru expertiză criminalistică detaliată.

O parte dintre victime ar fi murit din cauza focurilor de artilerie și din lipsa accesului la asistență medicală. Potrivit autorităților, unele cadavre aveau mâinile legate la spate și prezentau semne de tortură. Oleh Sîniehubov⁠(d), guvernatorul regiunii Harkov, a declarat:
„Dintre cadavrele care au fost exhumate astăzi, 99% prezentau semne de moarte violentă. Mai multe cadavre aveau mâinile legate la spate, iar una dintre persoane era îngropată cu o frânghie în jurul gâtului. Este evident că acești oameni au fost torturați și executați. Există și copii printre cei îngropați.”
Locuitorii care au supraviețuit ocupației ruse au declarat că forțele ruse vizau persoane specifice, având liste cu localnici care erau în armată, cu familiile militarilor sau cu veterani ai războiului din Donbas (2014-2022). Ei au relatat că rușii îi terorizau pe orășeni, efectuând percheziții publice. Tamara Volodîmîrivna a afirmat că i s-a permis să îngroape membri ai apărării teritoriale și unii soldați, dar pentru majoritatea soldaților ucraineni, nu i s-a permis să gestioneze înhumarea și nu știa unde se aflau cadavrele acestora.

## Anchetă

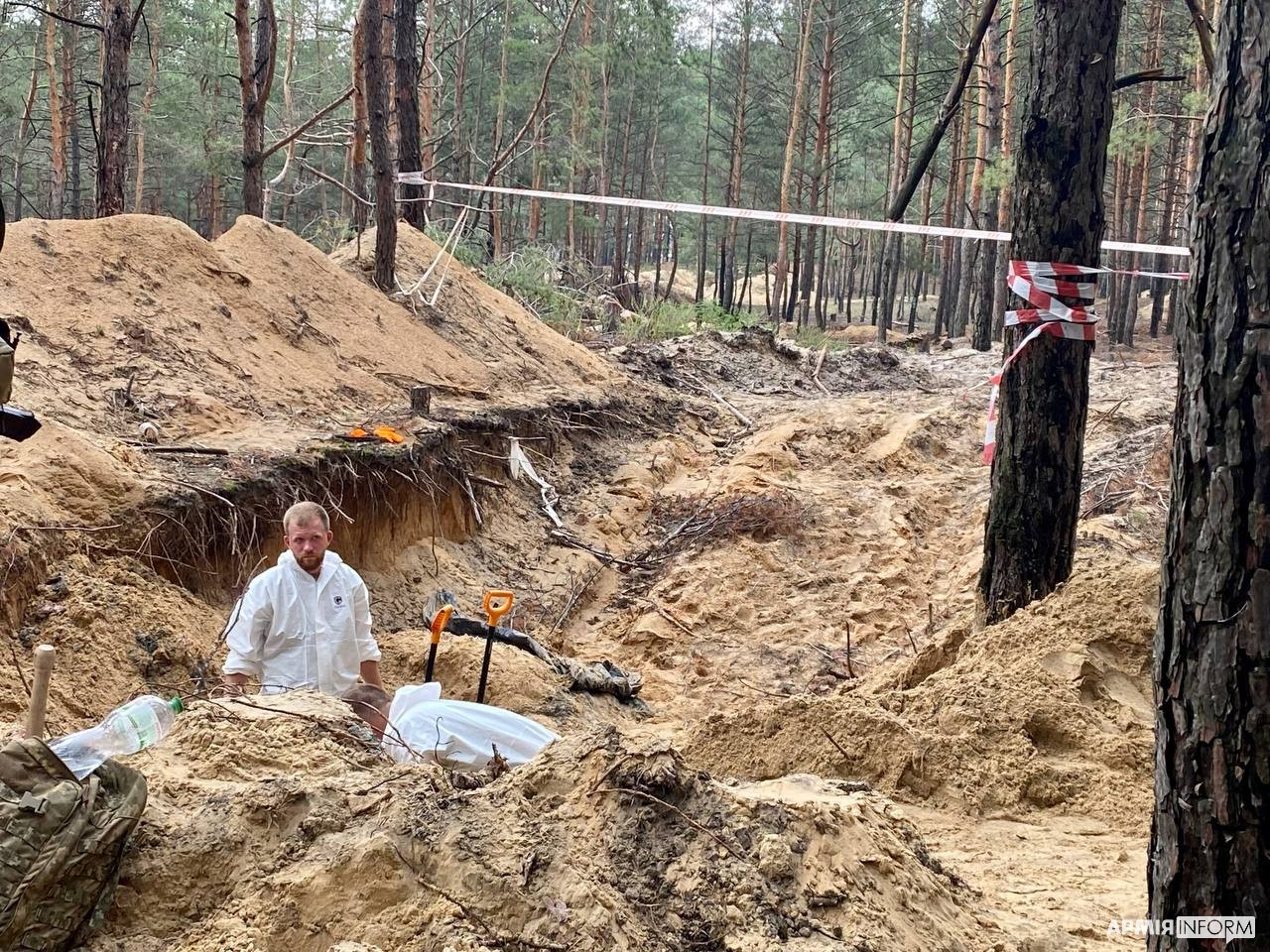
Anchetă în cimitirul din Izium după ocupația rusă

Organizația Națiunilor Unite a răspuns declarând că intenționează să trimită observatori la Izium pentru a investiga descoperirile de morminte și posibilele crime de război.
Potrivit anchetatorilor ucraineni, au fost descoperite 447 de cadavre: 414 cadavre de civili (215 bărbați, 194 femei și 5 copii), 22 de militari și 11 cadavre al căror sex nu fusese stabilit până la 23 septembrie. Majoritatea victimelor prezentau semne de moarte violentă, iar 30 de cadavre arătau urme de tortură și execuții sumare, inclusiv frânghii în jurul gâtului, mâini legate, membre rupte și mutilări genitale.

## Reacții
Președintele ucrainean Volodîmîr Zelenski a comparat descoperirile de la Izium cu masacrul de la Bucea, în timp ce oficialii au început investigații medico-legale. Persoanele care au lucrat la fața locului au fost profund afectate emoțional. Unul dintre cei prezenți a declarat reporterilor că se așteaptă să aibă nevoie de sprijin pentru sănătatea mintală, deoarece această experiență va rămâne cu ei pentru totdeauna.
Rusia a răspuns printr-o campanie de dezinformare masivă, utilizând conturi proruse pe rețelele de socializare din Occident, încercând să discrediteze descoperirile, descriindu-le ca fiind o „invenție occidentală” sau susținând că civilii uciși erau de fapt soldați ucraineni. Când a fost întrebat de reporteri despre acuzațiile lui Zelenski, purtătorul de cuvânt al Kremlinului, Dmitri Peskov, a declarat că atât masacrele de la Izium, cât și cele de la Bucea sunt „minciuni”.
Ministerul spaniol al Afacerilor Externe a emis o declarație oficială în care a condamnat masacrul și a cerut respectarea dreptului internațional umanitar, precum și investigarea crimelor comise. Președintele francez Emmanuel Macron a condamnat, de asemenea, atrocitățile comise la Izium sub ocupația rusă. John Kirby, reprezentant al Consiliului Național de Securitate al Casei Albe, a declarat: „Din păcate, acest lucru reflectă brutalitatea și privațiunile pe care Forțele Armate Ruse le impun poporului ucrainean.”
Cardinalul Konrad Krajewski⁠(d) a călătorit din Zaporijjea, unde distribuise ajutor umanitar, pentru a se alătura episcopului Pavlo Honcharuk⁠(d) din Dieceza Harkov-Zaporijjea, pentru a se ruga pentru victimele decedate și pentru cei care lucrează la fața locului.